# Jeux d'Asie du Sud-Est de 1969
 (mars 2023).
Si vous disposez d'ouvrages ou d'articles de référence ou si vous connaissez des sites web de qualité traitant du thème abordé ici, merci de compléter l'article en donnant les références utiles à sa vérifiabilité et en les liant à la section « Notes et références ».
Navigation
Édition précédente Édition suivante
La cinquième édition des Jeux d'Asie du Sud-Est s'est tenue du 6 au 13 décembre 1969 à Rangoon. C'est la deuxième fois que la capitale birmane accueillait cette compétition.

## Pays participants
La compétition a réuni des athlètes provenant de six pays. Parmi les pays participants habituellement, seul le Cambodge est absent.
Toutes les nations participantes décrochent des médailles. La Birmanie, pays organisateur, termine largement en tête du tableau des médailles :
| Rang | Nation      | Or | Argent | Bronze | Total |
| ---- | ----------- | -- | ------ | ------ | ----- |
| 1    | Birmanie    | 57 | 46     | 46     | 149   |
| 2    | Thaïlande   | 32 | 32     | 45     | 109   |
| 3    | Singapour   | 31 | 39     | 23     | 93    |
| 4    | Malaisie    | 16 | 24     | 39     | 79    |
| 5    | Sud-Vietnam | 9  | 5      | 8      | 22    |
| 6    | Laos        | 0  | 0      | 3      | 3     |

## Sports représentés
15 sports sont représentés. Le rugby à XV et le sepak takraw, présents au programme de l'édition de 1967, sont absents tandis que la gymnastique fait son apparition.
- Athlétisme
- Badminton
- Basket-ball
- Boxe
- Cyclisme
- Football
- Force athlétique
- Gymnastique
- Judo
- Natation
- Tennis
- Tennis de table
- Tir sportif
- Voile
- Volley-ball